# Tomás Olmos
Tomás Olmos (Córdoba, 22 de enero de 2005) es un futbolista argentino que juega como lateral derecho en el Club Atlético Talleres (Córdoba) de la Primera División de Argentina.

## Trayectoria

### Talleres de Córdoba
Llegó a Talleres en 2018, procedente del Club Las Flores de la ciudad de Córdoba.
Luego de transitar las inferiores, y tras una breve etapa en el equipo de reserva, a comienzos del 2023 fue promovido al plantel profesional, firmando contrato con la institución en abril del mismo año.
Hizo su debut en Primera División el 29 de julio de 2023, frente a Newell’s Old Boys. Ingresó en la formación inicial y completó todo el partido, que finalizó empatado 1 a 1.

## Selección nacional
El 1 de marzo de 2024 fue convocado en la primera lista del nuevo ciclo  2024-2025 de la Selección de fútbol sub-20 de Argentina. En julio, fue convocado para participar del Torneo Internacional de Fútbol Sub-20 de la Alcudia, competición en la que fue titular y logró el subcampeonato. Volvió a ser convocado para amistosos en noviembre del mismo año junto con su compañero de equipo Santino Barbi.